# Броньовані крейсери типу «Дюпле»
Броньовані крейсери типу «Дюпле» (фр.Classe Dupleix) - тип крейсерів французького флоту кінця XIX століття. Були зменшеною і здешевленою версією броньованого крейсера «Жанна д'Арк». Всього побудовано 3 кораблі: «Дюпле» (Dupleix), «Десо» (Desaix), «Клебер» (Kleber). Крейсера цього типу будувалися паралельно з крейсерами типу «Монкальм».

## Історія
Побудувавши свій перший великий броненосний крейсер «Жанна д'Арк», французи, оцінивши переваги проекту, заклали серію удосконалених кораблів типу «Монкальм». Однак, ці броненосних крейсера, при всіх своїх перевагах, були дуже дорогими у побудові та експлуатації. Французький флот традиційно надавав перевагу побудові більшої кількісті крейсерів обмеженого водотоннажності, вважаючи, що у рейдерській війні проти основного противника - Великої Британії - кількість важливіша якості.
У 1897 році відомий військово-морський інженер Еміль Бертьєн - один із послідовників доктрини «Jeune ecole», який був прихильником швидкохідних, легко захищених кораблів з дуже потужним озброєнням - розробив проект броненосного крейсера невеликих розмірів і вартості. Подібні крейсера могли б виконувати при великих кораблях типу «Монкальм» ту ж функцію, яку французькі захищенні крейсери 2-го і 3-го рангів виконували для основних кораблів. На крейсера нового проекту покладалися функції як традиційних для французького флоту рейдерських операцій, так і здійснення розвідки при лінійному флоті.

## Кораблі типу
| Назва    | закладений    | спущений на воду | завершений |
| -------- | ------------- | ---------------- | ---------- |
| «Дюпле»  | лютий 1898    | 28 квітня 1900   | 1903       |
| «Десо»   | листопад 1897 | 21 березня 1901  | 1904       |
| «Клебер» | квітень 1898  | 20 вересня 1902  | 1904       |

## Конструкція
Крейсера типу «Дюпле» являли собою істотно зменшену у розмірах версію великого броньованого крейсеру типу «Жанна д'Арк». Їх повна водотоннажність була на чверть менша, ніж у оригінального корабля, і становило порядка 7500 тонн. Довжина їх становила 132,4 метра, ширина 17,8 метра, осадка 7,42 метра.
Як і всі наступні броньовані крейсери Франції, кораблі типу «Дюпле» мали слабо нахилений форштевень з невеликим тараном, високий надводний борт і гладкі палуби. Їх відмінною рисою був дуже довгий півбак, який тягнувся майже на всю довжину корпусу, завершуючи позаду кормової башти. У передній частині корпусу була прямокутна надбудова, що служила опорою для великого містка і носової щогли. На відмін від інших французьких броненосних крейсерів, крейсера типу «Дюпле» несли тільки легкі сигнальні щогли з відкритими марсами. Кораблі мали чотири труби, згруповані двома групами по дві. У кормовій частині також була невелика надбудова.

### Озброєння
Основне озброєння крейсерів типу «Дюпле» складалося із восьми 164-мм / 45 знарядь зразка 1893 року, це перші среднекалиберні гармати у двогарматних баштах, встановлені на крейсерах. Чотири башти розташовувалися ромбом: одна в носовій частині корабля, дві у центрі корпусу по бортах, і одна у кормовій частині. Дві центральні башти розташовувалися на верхній палубі, носова і кормова були встановлені вище, на палубі напівбаку.
Подібне розташування артилерії теоретично забезпечувало крейсерам можливість навести по шість 163-мм гармат на будь-яку точку горизонту. Однак, через недостатній завал борту у верхній частині, вогонь у напрямку носу та корми для центральних башт був дещо ускладнений.
Це озброєння доповнювалося чотирма 100-мм 45-каліберними скорострільними гарматами, встановленими на півбаку у казематах, по дві з кожного борту. Для захисту від міноносців противника, крейсера типу «Дюпле» несли десять 47-мм гармат Гочкісс і чотири револьверні п1ятиствольні 37-мм гармати того ж виробника. Підводне озброєння складалося з двох 450-мм торпедних апаратів, розміщених вуцентрі корпусу, які вели вогонь перпендикулярно курсу.

### Бронювання
Незважаючи на свої невеликі розміри, крейсера типу «Дюпле» несли повний броньовий пояс по ватерлінії, що йшов від форштевня і до траверзної переборки у кормі. Пояс був виготовлений зі сталі, загартованої за методом американського інженера Гарвея. Його товщина в центрі корпусу становила 102 міліметри, по краях він зменшувався до 84 міліметрів, і до нижньої кромки стоншувався до 38 міліметрів. Висота пояса становила 3,3 метра, з яких 1,2 перебували під водою. У носовій частині, надводна частина поясу підвищувалася до 2,4 метрів.
Броньова палуба мала опуклу форму, і спиралася на нижній край броньового пояса. Її товщина варіювалася від 70 міліметрів у центрі, і до 50 міліметрів по краях. Між палубою і поясом крейсерів, борт був розділений на велику кількість невеликих водонепроникних відсіків, які повинні були мінімізувати затоплення при пробитті поясу.
Башти крейсерів типу «Дюпле» захищалися броньовими плитами 160 міліметрової товщини. Основи башт були захищені 120 міліметрової бронею, а колодязі елеваторів подачі боєприпасів захищалися 40 міліметровими плитами. 100-міліметрові скорострільні гармати стояли відкрито без броньового захисту.

### Силова установка
Крейсери типу «Дюпле» мали три гвинти. У рух їх приводили три трициліндрові вертикальні парові машини потрійного розширення. При цьому, крейсери «Десо» і «Клебер» оснащувалися двадцятьма чотирма котлами Белльвілля, а «Дюпле» - двадцятьма котлами Ніклосса, що дозволяло розвивати потужність до 17500 к. с. Швидкість на мірній милі склала 20,7-21 вузол. Запасу вугілля вистачало на 12800 кілометрів 10-вузлового економічного ходу.

## Служба
Під час Першої світової війни «Дюпле», разом з британськими та японськими силами, брав участь у облозі Циндао. Після цього виконував функції з охорони конвоїв у Індійському океані та Червоному морі. Включений до складу новосформованої Дарданельської ескадри. Крейсер зазнав ушкоджень від вогню османської берегової артилерії поблизу Бодрума 26 травня 1915 року. 
Решта представників типу, які були реактивовані з резерву у липні 1914 року, спочатку використовувалися спільно з британськими силами для охорони судноплавствав у районі Ла-Маншу, потім були перекинуті на Середиземноморський театр бойових дій. «Десо» брав участь у операціях з блокади узбережжя Османської імперії, «Клебер» брав участь у наданні вогневої підлтримки під час Дарданельської операції. 
У 1916 крейсери захищали торгове судноплавство від дій німецьких рейдерів поблизу Західної Африки, базуючись у Дакарі.  Для отримання екіпажів для більш прирорітетних протичовнових кораблів  створена з цією метою 6-та легка дивізія була скорочена до двох крейсерів. Водночас, повертаючись до Франції «Клебер» налетів на встановлену німецьким підводним човном  UC-61 міну та затонув. Не вдалося врятувати 38 членів екіпажу. 

## Оцінка проекту
Як і багато інших «здешевлених» кораблів, крейсери типу «Дюпле» вважалися не цілком вдалими. Спроба отримати дешевший корабель менших розмірів при збереженні таких вимог, як морехідність, швидкість і захищеність, неминуче привела до ослаблення озброєння. Малі броненосні крейсери типу «Дюпле» мали бортовий залп всього із шести 163-мм і двох 100-мм скорострільних гармат. Важких гармат, здатних пробивати броню, ці крейсери взагалі не несли.
Подібна відносна слабкість озброєння не дозволяла крейсерам типу «Дюпле» вступати на рівних у бій з британськими захищеними крейсерами першого рангу, такими, як крейсери типу «Блейк», які мали на озброєнні важкі 234-мм гармати - і не дозволяла їм боротися з ворожими броньованими крейсерами, наприклад, німецького або італійського флоту. Проте, їх броньовий захист робила крейсери типу «Дюпле» небезпечними супротивниками для менших захищенних  крейсерів.
Тож кораблі типу «Дюпле» не надто підходили для самостійних рейдерських операцій. Оптимальної функцією для них була ніша розвідників при лінійному флоті, здатних проривати завіси ворожих захищених  крейсерів і припиняти спроби розвідки з їх боку. Французький флот визнав ці кораблі невдалими, і більш не вертався до ідеї «малого» броненосного крейсера.